# Alain Coelier
Alain Coelier, dit P’tit Alain, né le 23 juin 1952 à Sainte-Luce-sur-Loire (banlieue est de Nantes en Loire-Atlantique) et assassiné le 11 juillet 2010 près d'Alicante dans le sud de l'Espagne, est un membre du milieu du « grand banditisme » nantais.

## Carrière criminelle
Cet ancien mécanicien poids lourds se fait connaître du grand public le 2 janvier 1979 dans le braquage d'un fourgon de convoyage de fonds devant le supermarché Carrefour du quartier de la Beaujoire à Nantes, durant lequel un convoyeur est abattu par balle. 
Le 3 septembre 1980, il braque le siège de la société Rolex à Genève, où il dérobe 94 kilos d'or et un sac de pierres précieuses, un butin estimé à 13 millions de francs de l'époque. Interpellé à Nantes, il écope de 5 ans de réclusion mais le butin n’est jamais retrouvé. 
À sa libération et tout au long des années 1980, il poursuit des trafics de résine de cannabis dans la région nantaise, tout en prenant le contrôle d'établissements de nuit à Nantes et Pornichet. Il est condamné à plusieurs reprises pour braquages, escroquerie aux assurances, banqueroute d'un de ses cabarets à Pornichet, trafic de drogue, et enfin incendie criminel de son bar de nuit situé rue de l'Héronnière à Nantes qui causa en 1986 la mort du poseur de l’engin incendiaire,. Pour cette dernière affaire, les juges nantais condamneront Alain Coëlier à 10 ans de prison, ce qui l'incitera à prendre la fuite en Espagne où il s'installa à Marbella.
Il se fait connaître sur la scène internationale en participant à l’enlèvement, le 9 novembre 1987 de Mélodie Nakachian, 5 ans, fille de l’homme d’affaires milliardaire Raymond Nakachian et de la chanteuse sud-coréenne d’opéra-rock Kimera. Le groupe, dirigé par le truand marseillais Jean-Louis Camerini, est également composé d'Antoine Espin-Alonso, Idir Idjeraoui, Constant Georgoux, Nadine Étienne…  L’enfant est libéré 11 jours plus tard sans que les 13 millions de dollars réclamés aient été versés. Coelier, qui comme Camerini, a réussi à prendre la fuite sur un voilier, débarque à Saint-Gilles-Croix-de-Vie et déjeunera quelques jours plus tard à Ixelles (Belgique) en compagnie du parrain marseillais « Francis le Belge ». Il est finalement arrêté à l’été 1988 à Barcelone pour ce rapt, puis est condamné à 10 ans et 5 mois de prison. 
En 1997, il est arrêté par les SAS britanniques avec plusieurs tonnes de cannabis. Il est libéré à cause d'un vice de procédure car lors de son interpellation son bateau se trouvait dans les eaux internationales. Vivant sous une fausse identité dans le sud de l’Espagne depuis 2000-2001, il possède neuf bateaux à Marbella et vers Alicante et Benidorm  d’une valeur totale de 20 millions d’euros ainsi que 4 villas, 7 appartements, des bureaux, deux agences immobilières, des boîtes de nuit, une maison close.

## Arrestation pour trafic de stupéfiants en 2006
Alain Coelier est arrêté le 26 août 2006 par la marine espagnole à 800 kilomètres des îles Canaries à bord du Spes Nostra, un yacht de 27 mètres immatriculé à Guernesey. En compagnie d’un Argentin et d’un Espagnol, il convoyait 3 300 kilogrammes de cocaïne pure, d’une valeur de 200 millions d’euros. La cocaïne avait été chargée au large du Venezuela. Au même moment sont arrêtés à Nantes deux trafiquants locaux proches de Coelier et en Espagne, deux Nantais, un autre Français, un Suisse allemand, trois Espagnols et la compagne de Coelier, tous impliqués dans ce trafic. Des hommes de nationalité colombienne, vénézuélienne et algérienne sont aussi impliqués. L’affaire n’est révélée que le 1er septembre par le journal Le Parisien, mais les services de police se félicitent de ce démantèlement car c’est la première fois qu’une coopération internationale, principalement entre les polices françaises et espagnoles, est aussi poussée dans la lutte contre le trafic de drogue et on apprend que les pérégrinations du Spes Nostra ont été suivies depuis début juillet à travers l’Atlantique. Ce dossier n'a toujours pas été jugé, sans doute à cause d'un problème de procédure. 

## Libération et assassinat
Ayant purgé le délai maximum de 4 ans de détention provisoire, Alain Coelier est libéré et placé sous contrôle judiciaire début juillet 2010. Le 12 juillet, pendant les célébrations en l'honneur de la victoire en Coupe du Monde de football de l'équipe espagnole, il est tué par balles ainsi qu'un de ses amis français de 29 ans, dans sa villa près d'Alicante dans le sud de l'Espagne.
Il s'agit sans doute d'un règlement de comptes, la justice espagnole ayant saisi une grande partie de ses biens, cela a pu entraîner des conflits ainsi qu'une difficulté à honorer des dettes.
Il repose depuis au cimetière du Vieux-Doulon à Nantes.